# Tim Rogers
Tim Rogers (né Timothy Adrian Rogers, le 20 septembre 1969 dans la ville de Kalgoorlie) est un musicien australien, fondateur du groupe You Am I, au sein duquel il compose et officie à la guitare et au chant. Il revendique, par son style vestimentaire et son jeu de guitare, une influence affirmée des sixties et de personnalités telles que Pete Townshend. 

Il comptabilise 12 albums studio avec You Am I, et 5 en solo.
Bien que bénéficiant d'un succès international modéré, You Am I fait figure d'autorité dans son pays natal; notamment grâce aux albums Hi-Fi Way et Hourly, Daily, références du rock australien.

## Biographie
Né à Kalgoorlie en 1969, dans l'ouest australien, il se déplacera beaucoup à travers le pays. Il commence ses études à Perth, sur la côte ouest, puis entre à l'Oakhill College (Sydney), où il sera « School Captain » (titre exclusif de la culture anglophone, qui permet à l'étudiant qui en dépend de représenter son école). Son parcours scolaire s'achève à Canberra, dans la prestigieuse Australian National University, où il rencontrera Andy Kent, initialement ingénieur-son pour You Am I, puis bassiste.
Très tôt intéressé par la musique, il raconte comment, alors qu'il avait 13 ans, les premiers accords de Start Me Up des Rolling Stones entendus dans un cabinet de dentiste lui donnèrent envie d'apprendre la guitare.

## You Am I
Fin 1989, Tim monte un groupe avec son grand frère Jaimme et un ami du nom de Nick Tischler. La formation ne dure qu'un temps (la chanson Jaimme's got a Gal ("Jaimme s'est trouvé une copine"), présente sur l'album "Sound as Ever", explicite un des motifs de ce split prématuré), mais enclin le jeune guitariste à se lancer dans la musique, et à poursuivre l'aventure avec Andy Kent, qui passe des commandes d'ingénieur du son à la basse, et le batteur Mark Tunaley. Le groupe gagne en notoriété et enregistre son premier EP en 1991.

### Premier album et notoriété
En 1993, fort de 4 EPs, le groupe s'est également taillé une solide réputation live. Alors qu'il participe à la seconde édition du festival Big Day Out, il est approché par Lee Ranaldo, membre de Sonic Youth (à l'affiche cette année-là), qui leur propose d'enregistrer leur premier album. En novembre 1993, "Sound As Ever", au son brut et mat, presque punk, propulse You Am I sur le devant de la scène australienne, leur octroyant dans la foulée le prix du "Best Alternative Album" l'année suivante aux ARIA Awards.
Du fait de tensions grandissantes, notamment d'un point de vue musical, Mark Tunaley est remercié, et c'est Russell Hopkinson, connaissance de longue date, qui se retrouvera derrière les fûts. Le trio ainsi formé - Rogers/Kent/Hopkinson - deviendra le noyau dur de la formation.
En 1999, après deux nouveaux albums (Hi-Fi Way en 1995 et Hourly, Daily en 1997) qui propulsèrent le groupe au rang de culte, celui-ci se dote d'une nouvelle recrue, le jeune guitariste David Lane (fondateur de The Pictures), déjà remarqué pour ses retranscriptions de tablatures qu'il effectuait sur le site officiel du groupe,.

## Projets annexes

### Carrière solo
"What Rhymes with Cars and Girls", son premier effort solo, auquel participe entre autres David Lane, Jen Anderson (membres des Weddings Parties Anything et propriétaire du studio dans lequel l'album est enregistré) et Sally Dastey (des Tiddas), parait en 1999. Au son plus country que celui de You Am I, l'album est bien reçu, et remporte (encore) un ARIA Awards ("Best Male Artist"). Initialement appelé "The Twin Set", les musiciens additionnels qui entoure l'artiste seront renommés "The Temperance Union", et ce dès son second album solo, "Spit Polish" (2004).

### T'N'T
En 2006, Tim forme le duo T'N'T avec son ami Tex Perkins, et enregistre l'album "My Better Half", alternant compositions originales et reprises, qui surprendra la presse par son minimalisme, et sa pochette quelque peu provocatrice. Perkins ajouta à ce moment-là : « À un moment donné, nous devrons y mettre un terme. T[im] joue dans deux autres groupes et j'ai aussi des choses à faire. Quand cela se terminera-t-il ? Je pense que c'est déjà le cas. Le temps d'une ultime tournée d'ici mars ou avril [2006] et nous poursuivrons nos chemins respectifs, sans se parler pour les quatre prochaines années, et puis nous nous retrouverons pour recommencer. Vieillis, assagis et embellis. »

## Matériel
« À peu près 90 % des chansons que j'écris le sont avec un capodastre, explique-t-il au bimensuel Australian Guitar Magazine en 2008, quand je m'en suis servi pour la première fois, les possibilités d'écriture sont devenues une réalité, et je pouvais composer dans des tonalités différentes, etc. Je pense qu'on m'enterrera avec. »

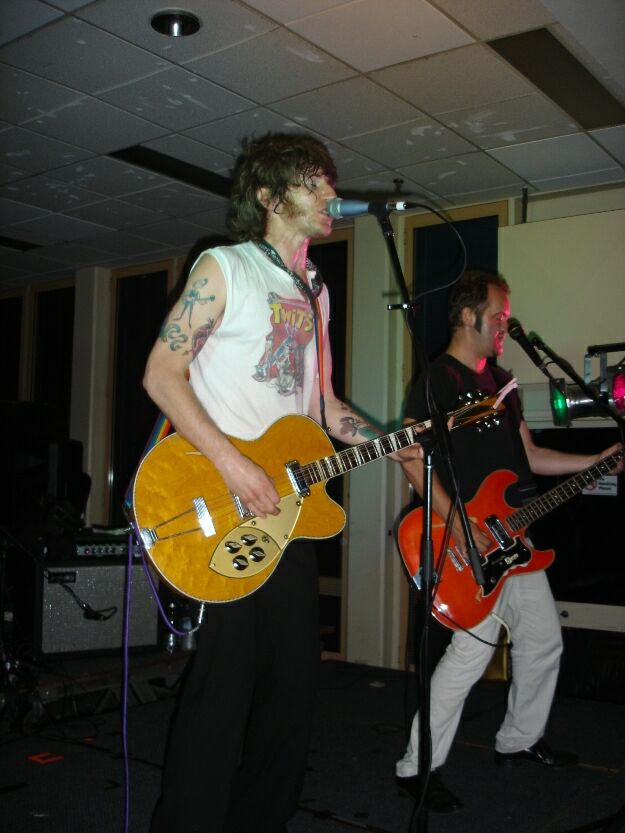
Tim en live, avec l'une de ses "Crockenbackers"

Le son initial de You Am I, tirant sur le grunge, était en majorité le fait d'une Gibson ES-345 (que l'on peut d'ailleurs apercevoir sur la pochette de "Sound As Ever"). 

Peu avant l'enregistrement de "Hi-Fi Way", il visite le magasin du luthier Piers Crocker, lequel s'était inspiré d'une Rickenbacker 360F pour une création originale : la "Crockenbacker". Tim en fait l'acquisition, et en commandera par la suite quatre autres. Cette guitare reflétera une sonorité résolument plus pop, tranchant net avec les débuts.
Son éventail de jeu comprend également :

### Guitares électriques
- Fender Telecaster : modèles  '52 Reissue, Deluxe et  '72 Thinline Reissue (cédée à David Lane)
- Fender Jazzmaster : utilisée depuis l'album "You Am I's 4th Record" (1999)
- Gibson SG[9]
- Fender Coronado 12 cordes[10]

### Guitares acoustiques
- Guild JF-30
- Cole Clark "Fat Lady"
- Maton "Mini"[11]

### Amplification
- Fender Tonemaster : emprunté à Lee Ranaldo durant l'enregistrement de "Sound as Ever", Tim en fera un ampli de choix
- Sunn Combo Amplifier : utilisé en solo

### Pré-amplification
- Tremolo "Colin Bloxom" custom
- Route 66 overdrive/compression
- Ramblin' Guitars overdrive